# Виккел, Лариса Викторовна
Лари́са Ви́кторовна (до начала карьеры — Вильге́льмовна) Ви́ккел (7 января 1942, Великие Луки, Калининская область — 12 апреля 2004, Москва) — советская актриса театра и кино, Заслуженная артистка России (1998).

## Биография
Лариса Виккел родилась 7 января 1942 года в Великих Луках. Жила на улице Сибирцева, училась в школе № 1. После окончания школы переехала в Москву, где окончила ВГИК (мастерская Э. П. Гарина), служила в московском Государственном театре киноактёра.
Отец — Вильгельм Эдуардович, инженер-строитель, мать — Людмила Павловна, главный инженер в управлении городского коммунального хозяйства. Муж — Леонид Реутов, актёр. От него родилась дочь Олеся, в дальнейшем последовал развод. Из-за занятости мамы в театре и кино Олеся воспитывалась в Великих Луках у бабушки и дедушки.
В начале 1990-х, когда финансирование театра резко сократилось и работы почти не стало, Лариса Викторовна стала злоупотреблять алкоголем, и на этом её карьера завершилась.
Лариса Викторовна Виккел скончалась 12 апреля 2004 года на 63-м году жизни. Похоронена на Николо-Архангельском кладбище.

## Награды
- Заслуженная артистка России (1998)[3].

## Фильмография
- 1963 — Утренние поезда — Катя
- 1963 — Человек, который сомневается — Таня Курилова
- 1966 — Лунные ночи — член бригады
- 1967 — Весна на Одере — медсестра
- 1967 — Дом 13/15 (короткометражный)
- 1967 — Письмо (короткометражный) — Надя
- 1968 — Встречи на рассвете — зоотехник
- 1969 — Каждый вечер в одиннадцать — Вика
- 1970 — Баллада о Беринге и его друзьях — эпизод
- 1970 — Когда расходится туман — Эля, учёный-паразитолог
- 1970 — Море в огне
- 1970 — Опекун — девушка Саши
- 1970 — Расплата — Женя Платова в молодости
- 1972 — Двуликий Янус / Januskopf — танцовщица
- 1973 — Возле этих окон — строитель (в титрах не указана)
- 1973 — Невероятные приключения итальянцев в России / Una matta, matta, matta corsa in Russia — стюардесса
- 1973 — Неисправимый лгун — парикмахер (в титрах не указана)
- 1973 — Человек в штатском
- 1974 — Пётр Мартынович и годы большой жизни (док.)
- 1976 — Два капитана — Кирена
- 1983 — К своим!.. — эпизод
- 1986 — Хорошо сидим! — следователь
- 1990 — По прозвищу «Зверь» — доктор в лечебнице
- 1992 — Прикосновение — работница завода
- 1992 — Прорва / Moscou parade — эпизод

### Озвучивание
- 1967 — Колонна / Die Säule des Trajan / Columna lui Trajan (ФРГ—Румыния) — Зия (роль Сидонии Манолаке)
- 1980 — Укрощение строптивого / Il Bisbetico domato (Италия) — Рената (роль Милли Карлуччи)
- 1986 — Сувенир (ГССР) — Антица (роль Дианы Гулиа)